# Aramides calopterus
Aramides calopterus е вид птица от семейство Rallidae.

## Разпространение
Видът е разпространен в Бразилия, Еквадор и Перу.